# Carl Miele

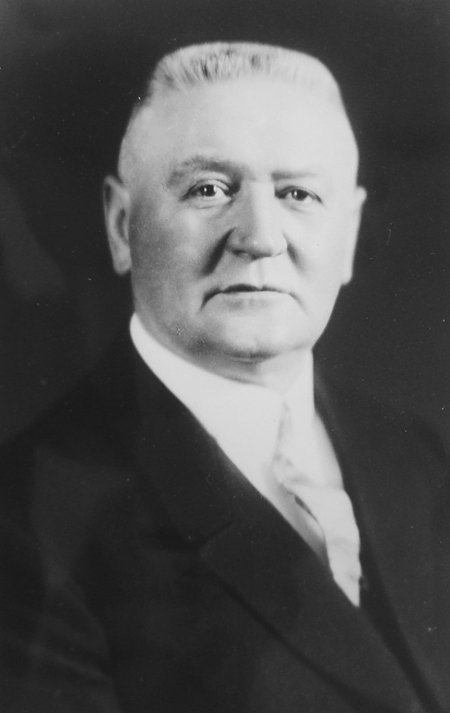
Carl Miele sen.

Carl Miele senior (* 25. Juli 1869 in Herzebrock; † 24. Dezember 1938 in Gütersloh) war ein deutscher Konstrukteur und Unternehmer. 1899 gründete er mit Reinhard Zinkann das Unternehmen Miele.

## Leben

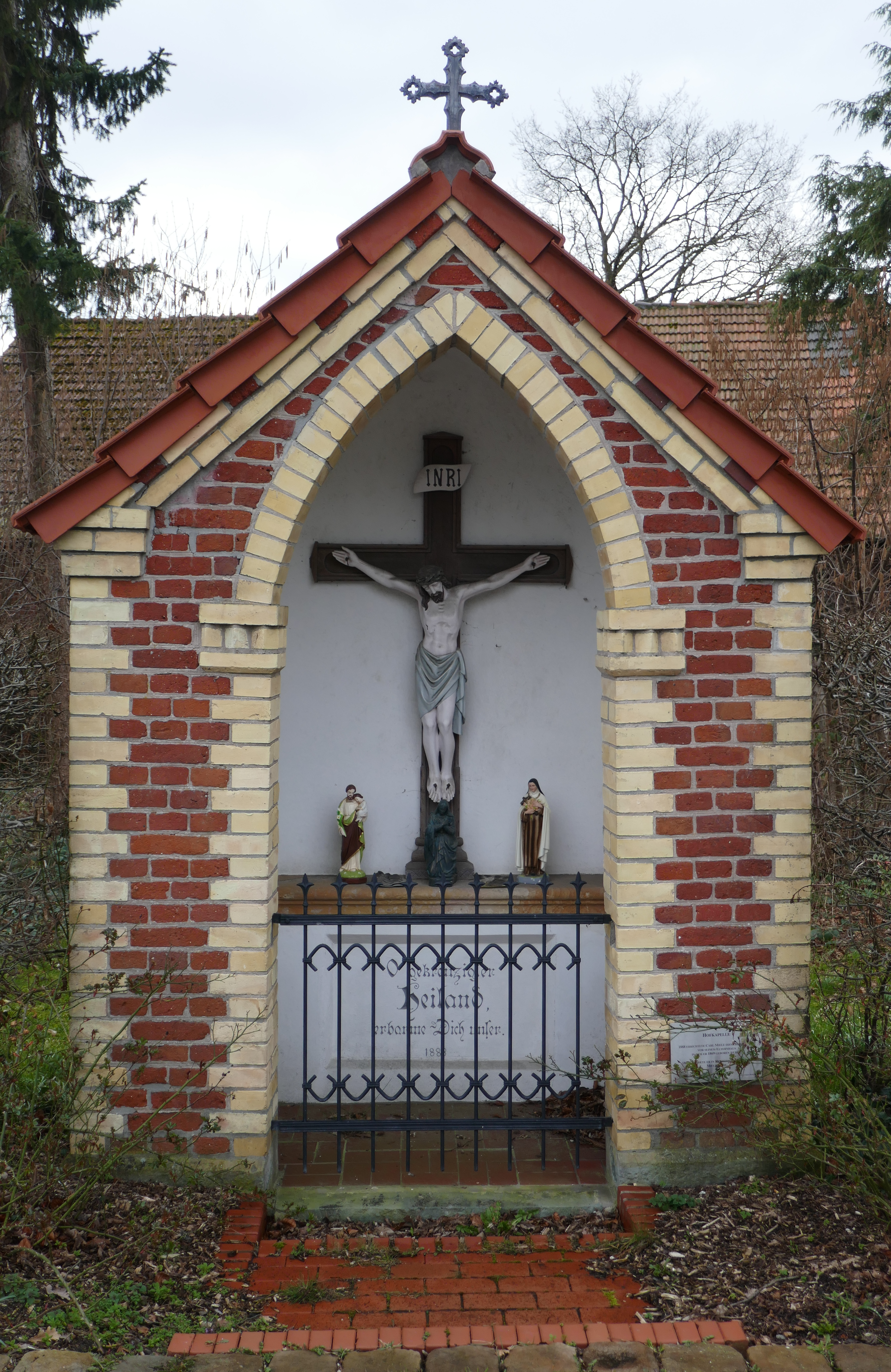
1888 errichtete Carl Miele die Hofkapelle vor seinem Elternhaus

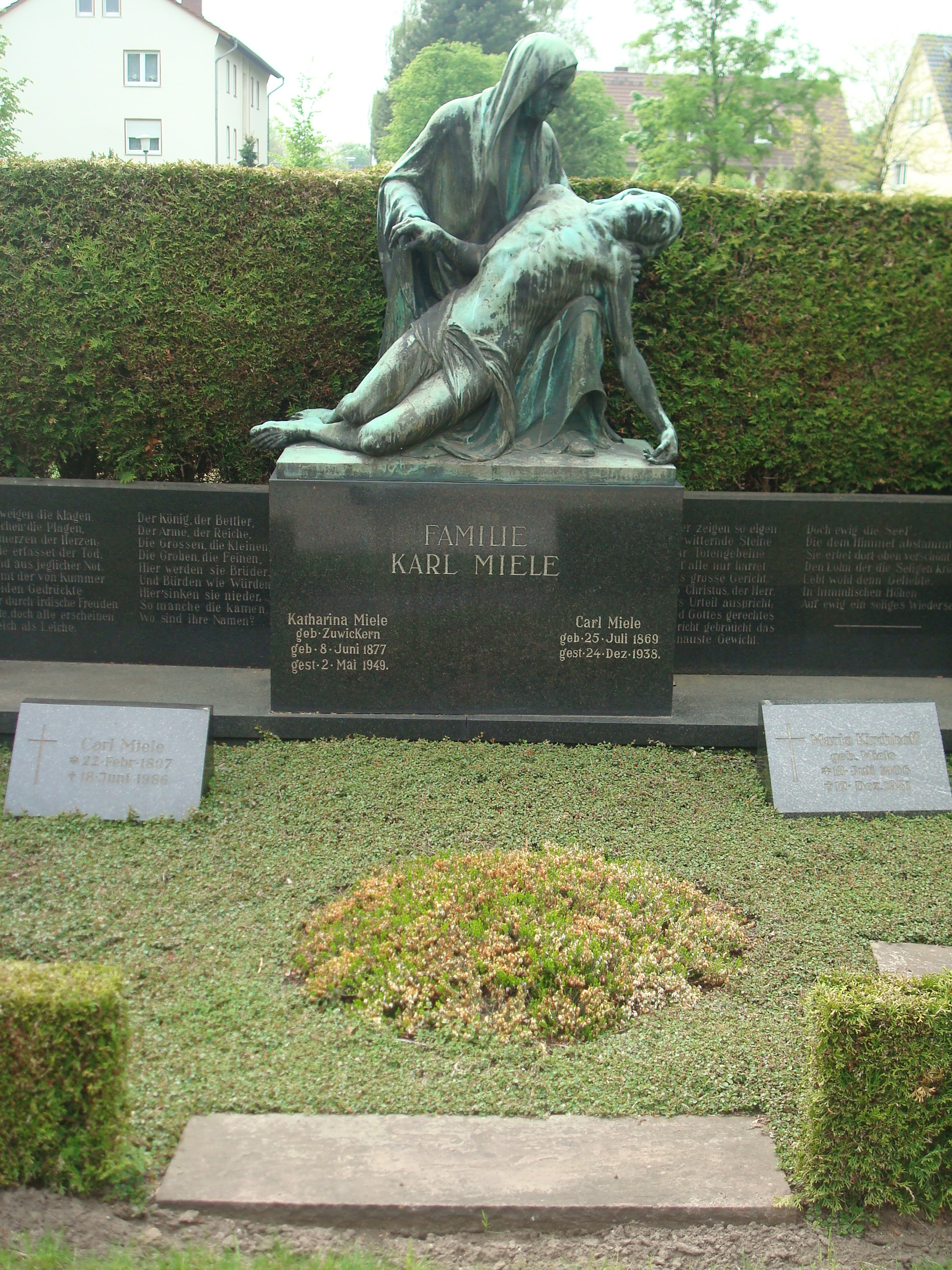
Grabstätte der Familie Miele in Gütersloh

Miele war der Sohn des Maurers Gerhard Miele und dessen Ehefrau, der Witwe Maria Anna Wittop geb. Sander. Mit sechs Jahren begann Mieles Schullaufbahn in Herzebrock, die bis 1883 dauerte. Anschließend machte er eine Maurerlehre, die er 1888 erfolgreich abschloss. Während seiner Lehre besuchte Miele in den Wintern die Baugewerkschule Buxtehude.
Seinen Militärdienst leistete Miele im Infanterieregiment Nr. 15, das in Minden stationiert war. Anschließend arbeitete er im väterlichen Baugeschäft und spezialisierte sich auf den Bau von Industrie-Schornsteinen. Während dieser Arbeit lernte er Katharina Zuwickern kennen und heiratete sie am 22. April 1896. Mit ihr hatte er drei Töchter und zwei Söhne (Carl junior (1897–1986) und Heinrich (1908–1964)). Drei Jahre später heiratete Franz Wittop, ein Halbbruder Mieles, Anna Franziska Zuwickern, eine jüngere Schwester von Katharina.

## Wirken
Die Keimzelle des späteren Unternehmens Miele wurde 1895 gelegt, als Miele die Baustoff- und Eisenwarenhandlung des verstorbenen Friedrich Bremer in Herzebrock erwarb und das Sortiment rasch um Haus- und Küchengeräte erweiterte. Zwei Jahre später gründete Miele zusammen mit dem Schmied Arnold Steinker das Unternehmen Miele & Steinker. Allerdings musste Miele bereits am 26. Juli 1899 allen Geschäftspartnern das Ausscheiden Steinkers aus der Gesellschaft mitteilen.
Mit Wirkung vom 1. Juli 1899 gründete Miele zusammen mit dem Handlungsreisenden für Eisenwaren Reinhard Zinkann die Zentrifugenfabrik Miele & Cie. Diese stellte zunächst Milchzentrifugen und Buttermaschinen für landwirtschaftliche Betriebe her. Wenig später kam Miele auf die Idee, seine Buttermaschine zu einer mit Hand betriebenen Waschmaschine umzubauen. Insbesondere durch die Aufnahme der Fertigung von Waschmaschinen ab 1901 (ab 1914 mit Motor) wurde das Unternehmen international als Haushaltsgerätehersteller bekannt, wobei Zinkann ein übergreifendes Verkaufssystem aufbaute, während Miele für die Konstruktion der Maschinen sorgte. Das Unternehmen produzierte zeitweilig auch Motorfahrräder und Staubsauger. 1929 baute Miele die erste Geschirrspülmaschine Europas.
1907 zogen Miele und Zinkann mit ihrem Unternehmen nach Gütersloh, wo sie in einer ehemaligen Pumpen- und Metallwarenfabrik geeignete Produktionshallen fanden und ihr Werk Anschluss an die ehemalige Stammstrecke der Köln-Mindener Eisenbahn-Gesellschaft hatte.
Mieles und Zinkanns Management zeichnete sich durch soziale Maßnahmen aus. Bereits 1909 führten sie eine Betriebskrankenkasse ein, ein Jahr später zahlten sie der Belegschaft erstmals Weihnachtsgeld.

## Ehrungen
- Im Jahr 1932 erhielt Carl Miele die Ehrenbürgerwürde der Stadt Gütersloh. Er war Vorstandsmitglied des Vereins „Parkbad Gütersloh“ und unterstützte 1927 den Bau des Bades finanziell.
- Nach Carl Miele wurde auch das Berufskolleg für Technik des Kreises Gütersloh benannt.[3]
- In Gütersloh und Braunschweig sowie in vier weiteren Orten in Deutschland wurden Straßen nach Carl Miele benannt.[4]